# さかき運動場
座標: 北緯35度16分48.3秒 東経136度53分10.1秒 / 北緯35.280083度 東経136.886139度
さかき運動場（さかきうんどうじょう）は、愛知県小牧市南西部にあるスポーツ施設。岩倉市との境に位置し、矢戸川と小牧トラックターミナルに隣接している。野球場とテニスコートのほか、キャンプ場(広場)がある。様々なスポーツが広場でできる。日曜日社会人西尾張リーグ所属のFC COCKSや小学校のクラブチームが練習をしている。

## 沿革
- 2005年（平成17年）2月21日 - ディスクゴルフ場がリニューアル。

## 施設
- 野球場 - 夜間照明設備もある。
- テニスコート - 全部で6面ある。夜間照明設備もある。

## 所在地
- 愛知県小牧市新小木1丁目73

## 交通アクセス
- 名鉄バス（小牧・岩倉線）の「岩倉団地」バス停下車、徒歩で約5分。

## 周辺
- 小牧トラックターミナル
- 矢戸川
- 五条川左川浄化センター
- 岩倉団地
- 岩倉遊花幼稚園